# Másodrendű nyomaték
A másodrendű nyomaték  vagy inercianyomaték a síkidom jellemzője, melyet az ilyen keresztmetszetű rúd hajlítással szembeni ellenállásának és lehajlásának számítására használnak. Hasonló a szerepe hajlításnál, mint csavarásnál a poláris másodrendű nyomatéknak.
A másodrendű nyomaték nem tévesztendő össze a tehetetlenségi nyomatékkal, melyet dinamikai számításoknál használnak. Mérnökök sokszor tehetetlenségi nyomaték nevet használnak másodrendű nyomaték helyett, ami zavaró lehet. Hogy melyik fogalomról van szó, azt a mértékegységből könnyen meg lehet állapítani.

## Definíció
A tengelyre számított másodrendű nyomaték(más szóval ekvatoriális másodrendű nyomaték):
{\displaystyle I_{x}=\int y^{2}\,dA}
ahol
- {\displaystyle I_{x}\,} = a másodrendű nyomaték az {\displaystyle x\,} tengely körül
- {\displaystyle dA\,} = egy elemi terület
- {\displaystyle y\,} = {\displaystyle dA\,} elem távolsága az {\displaystyle x\,} tengelytől

## Mértékegysége
A másodrendű nyomaték SI egysége méter a negyedik hatványon (m4).
Különböző keresztmetszetek másodrendű nyomatéka
(Lásd még Másodrendű nyomatékok listája más keresztmetszetekre.)
Téglalap keresztmetszet (x és y tengelyek a súlyponton mennek át)
{\displaystyle I_{x}={\frac {bh^{3}}{12}}}
- {\displaystyle b\,} = szélesség (x-irányban),
- {\displaystyle h\,} = magasság (y-irányban)

{\displaystyle I_{y}={\frac {hb^{3}}{12}}}
- {\displaystyle b\,} = szélesség (x-irányban),
- {\displaystyle h\,} = magasság (y-irányban)

### Körkeresztmetszet
{\displaystyle I_{0}={\frac {\pi d^{4}}{64}}}
- {\displaystyle r\,} = sugár,
- {\displaystyle d\,} = átmérő

## Steiner-tétel
A Steiner-tétel segítségével egy síkidom másodrendű nyomatéka határozható meg tetszőleges tengelyre, ha a súlyponti, vele párhuzamos tengelyre ismert a másodrendű nyomaték és a tengelynek a súlyponti tengelytől való távolsága.
{\displaystyle I_{z}=I_{CG}+Ad^{2}\,}
- {\displaystyle I_{z}\,} = másodrendű nyomaték a z-tengelyre,
- {\displaystyle I_{CG}\,} = másodrendű nyomaték a z tengellyel párhuzamos súlyponti tengelyre, (egybeesik a semleges tengellyel),
- {\displaystyle A\,} = a síkidom területe,
- {\displaystyle d\,} = a két tengely közötti távolság

## Összetett keresztmetszetek
Gyakran egyszerűbb egy síkidomot részekre bontani, egyenként kiszámítani saját súlyponti tengelyükre a másodrendű nyomatékot, majd a Steiner-tétel segítségével összegezni.
{\displaystyle I_{x}=\sum \left(y^{2}A+I_{\mathrm {local} }\right)}
{\displaystyle I_{y}=\sum \left(x^{2}A+I_{\mathrm {local} }\right)}
- {\displaystyle y\,} = távolság az x-tengelytől
- {\displaystyle x\,} = távolság az y-tengelytől
- {\displaystyle A\,} = a rész területe
- {\displaystyle I_{local}\,} a rész tehetetlenségi nyomatéka a megfelelő irányban (azaz {\displaystyle I_{x}\,} illetve {\displaystyle I_{y}\,}).

### "I-tartó" keresztmetszet
Az I-tartót vagy három téglalap összegeként vagy egy nagy téglalap és két kis téglalap különbségeként lehet számítani.
- {\displaystyle b\,} = szélesség (x-irányban),
- {\displaystyle h\,} = magasság (y-irányban)
- {\displaystyle t_{w}\,} = a gerinc szélessége
- {\displaystyle h_{1}\,} = a két szalag távolsága

A következő képlet a nagy téglalapból kivonva a kis téglalapokat módszert használja. Az x-tengelyre vett másodrendű nyomaték:
{\displaystyle I_{x}={\frac {{bh^{3}}-2{{\frac {b-t_{w}}{2}}{h_{1}}^{3}}}{12}}}
Az y-tengelyre vett másodrendű nyomaték számításánál figyelembe kell venni, hogy az eltávolítandó részek másodrendű nyomatékát a Steiner-tétellel kell számítani:
{\displaystyle I_{y}={\frac {hb^{3}}{12}}-2\left({{\frac {h_{1}\left({\frac {b-t_{w}}{2}}\right)^{3}}{12}}+Ax^{2}}\right)}
- {\displaystyle A=h_{1}{\frac {b-t_{w}}{2}}} = a levonandó részek területe,
- {\displaystyle x={\frac {b+t_{w}}{4}}} = a levonandó részek súlypontjának távolsága az y-tengelytől.

Az y-tengelyre vett másodrendű nyomatékot egyszerűbben lehet kiszámítani, ha az I-tartót három téglalap összegére bontjuk, mert akkor mindegyik rész súlypontja a tengelyre esik:
{\displaystyle I_{y}={\frac {h_{1}{t_{w}}^{3}}{12}}+2{\frac {{\frac {h-h_{1}}{2}}b^{3}}{12}}}

## Centrifugális másodrendű nyomaték
Az Ixy centrifugális másodrendű nyomaték definíciós képlete:
{\displaystyle I_{xy}=-\int xy\,dA}
- {\displaystyle dA\,} = elemi terület,
- {\displaystyle x\,} = az elemi {\displaystyle dA\,} terület távolsága az y tengelytől,
- {\displaystyle y\,} = az elemi {\displaystyle dA\,} terület távolsága az x tengelytől.

A centrifugális másodrendű nyomaték ismeretére akkor van szükség, ha aszimmetrikus keresztmetszetű rúd hajlításakor ébredő feszültségeket számítjuk. A másodrendű nyomatéktól eltérően a centrifugális másodrendű nyomaték értéke pozitív és negatív is lehet. Azokat az egymásra merőleges tengelyeket, melyekre a centrifugális tehetetlenségi nyomaték értéke zéró, a keresztmetszet főtengelyeinek hívjuk. Szimmetriatengelyek mindig főtengelyek.
A centrifugális másodrendű nyomaték használható az eredeti koordináta-rendszerhez képest elforgatott rendszerben vett másodrendű nyomatékok számításához:
{\displaystyle {I_{x}}^{*}={\frac {I_{x}+I_{y}}{2}}+{\frac {I_{x}-I_{y}}{2}}\cos(2\varphi )+I_{xy}\sin(2\varphi )}
{\displaystyle {I_{y}}^{*}={\frac {I_{x}+I_{y}}{2}}-{\frac {I_{x}-I_{y}}{2}}\cos(2\varphi )-I_{xy}\sin(2\varphi )}
{\displaystyle {I_{xy}}^{*}=-{\frac {I_{x}-I_{y}}{2}}\sin(2\varphi )+I_{xy}\cos(2\varphi )}
- {\displaystyle \varphi \,} = az elfordulás szöge
- {\displaystyle I_{x}\,}, {\displaystyle I_{y}\,} és {\displaystyle I_{z}\,} = a másodrendű nyomatékok és a centrifugális nyomaték az eredeti koordináta-rendszerben,
- {\displaystyle {I_{x}}^{*}\,}, {\displaystyle {I_{y}}^{*}\,} és {\displaystyle {I_{xy}}^{*}\,} = a másodrendű nyomatékok és a centrifugális nyomaték az elforgatott koordináta-rendszerben.

Az a {\displaystyle \varphi } szög, mellyel el kell fordítani a koordináta-rendszert, hogy a centrifugális nyomaték zéró legyen:
{\displaystyle \varphi ={\frac {1}{2}}\arctan {\frac {2I_{xy}}{I_{x}-I_{y}}}}
Ez a szög az, amit az eredeti koordináta-rendszer tengelyei a főtengelyekkel bezárnak.

## Steiner-tétel centrifugális másodrendű nyomaték esetén
A centrifugális másodrendű nyomatékokra is létezik Steiner-tétel, ám ekkor a Steiner-tag más.
Egy síkidom tetszőleges helyzetű centrifugális másodrendű nyomatékát megkapjuk, ha a velük párhuzamos súlyponti tengelypárra számított másodrendű nyomatékhoz hozzáadjuk az előjeles súlypont-koordinátáknak és a síkidom területének szorzatát.
{\displaystyle I_{xy}=I_{uv}+x_{s}y_{s}A\,}
- {\displaystyle I_{xy}\,} = centrifugális másodrendű nyomaték a xy-tengelyre,
- {\displaystyle I_{uv}\,} =centrifugális másodrendű nyomaték az xy tengelyekkel párhuzamos súlyponti tengelyekre,,
- {\displaystyle A\,} = a síkidom területe,
- {\displaystyle x_{s},y_{s}\,} = síkidom súlypontjának koordinátái az xy koordinátarendszerben

Bizonyítás:
Mivel a koordináták közötti összefüggések:
{\displaystyle x=u+x_{s}\,}
{\displaystyle y=v+y_{s}\,}
így fel tudjuk írni az x,y tengelypárra számított centrifugális másodrendű nyomatékokat a következő alakban is
{\displaystyle I_{xy}=\int xy\,dA=\int (u+x_{s})(v+y_{s})\,dA=\,}
{\displaystyle \int uv\,dA+y_{s}\int u\,dA+x_{s}\int v\,dA+x_{s}y_{s}\int \,dA=\ }
{\displaystyle I_{uv}+y_{s}S_{v}+x_{s}S_{u}+x_{s}y_{s}A,\ }
Ahol
- {\displaystyle S_{u}\,} = u súlyponti tengelyre számítitt statikai (elsőrendű) nyomaték
- {\displaystyle S_{v}\,} =v súlyponti tengelyre számítitt statikai (elsőrendű) nyomaték

Az u,v súlyponti tengelyekre a statikai (elsőrendű) nyomatékok zérus értékűek, ezért adódik, hogy
{\displaystyle I_{xy}=I_{uv}+x_{s}y_{s}A\,} .

## A hajlított tartó feszültségei
A hajlított tartóban ébredő feszültség általános esetben:
{\displaystyle \sigma =-{\frac {M_{y}I_{x}+M_{x}I_{xy}}{I_{x}I_{y}-{I_{xy}}^{2}}}x+{\frac {M_{x}I_{y}+M_{y}I_{xy}}{I_{x}I_{y}-{I_{xy}}^{2}}}y}
- {\displaystyle \sigma \,} a hajlítófeszültség
- {\displaystyle x\,} = az y-tengelytől mért távolság
- {\displaystyle y\,} = az x-tengelytől mért távolság
- {\displaystyle M_{y}\,} = hajlítónyomaték az y-tengely körül
- {\displaystyle M_{x}\,} = hajlítónyomaték az x-tengely körül
- {\displaystyle I_{x}\,} = másodrendű nyomaték az x-tengelyre
- {\displaystyle I_{y}\,} = másodrendű nyomaték az y-tengelyre
- {\displaystyle I_{xy}\,} = centrifugális nyomaték

Tehetetlenségi főtengelyek esetében
{\displaystyle \sigma =-{\frac {M_{y}}{I_{y}}}x+{\frac {M_{x}}{I_{x}}}y}
Ha csak egyik tengely körül ébred hajlítónyomaték:
{\displaystyle {\sigma }={\frac {Mx}{I_{x}}}}

## Fordítás
- Ez a szócikk részben vagy egészben  a   Flächenträgheitsmoment című német Wikipédia-szócikk fordításán alapul.  Az eredeti cikk szerkesztőit annak laptörténete sorolja fel. Ez a jelzés csupán a megfogalmazás eredetét és a szerzői jogokat jelzi, nem szolgál a cikkben szereplő információk forrásmegjelöléseként.